# Shelbyville (Illinois)
Shelbyville é uma cidade localizada no estado americano de Illinois, no Condado de Shelby.

## Demografia
Segundo o censo americano de 2000, a sua população era de 4971 habitantes.
Em 2006, foi estimada uma população de 4711, um decréscimo de 260 (-5.2%).

## Geografia
De acordo com o United States Census Bureau tem uma área de
10,1 km², dos quais 9,6 km² cobertos por terra e 0,5 km² cobertos por água. Shelbyville localiza-se a aproximadamente 233 m acima do nível do mar.

## Localidades na vizinhança
O diagrama seguinte representa as localidades num raio de 20 km ao redor de Shelbyville.